# 8310 Seelos
8310 Seelos este un asteroid din centura principală de asteroizi.

## Descriere
8310 Seelos este un asteroid din centura principală de asteroizi. A fost descoperit pe 9 august 1996 la Haleakala în cadrul programului NEAT. Asteroidul prezintă o orbită caracterizată de o semiaxă mare de 2,33 ua, o excentricitate de 0,07 și o înclinație de 5,1° în raport cu ecliptica.